# 2016-os Formula–1 olasz nagydíj
Az olasz nagydíj volt a 2016-os Formula–1 világbajnokság tizennegyedik futama, amelyet 2016. szeptember 2. és szeptember 4. között rendeztek meg az olaszországi Autodromo Nazionale Monzán, Monzában.

## Szabadedzések

### Első szabadedzés
Az olasz nagydíj első szabadedzését szeptember 2-án, pénteken délelőtt tartották.
| helyezés | versenyző          | csapat/motor         | elért idő | különbség | futott kör |
| -------- | ------------------ | -------------------- | --------- | --------- | ---------- |
| 1        | Nico Rosberg       | Mercedes             | 1:22,959  | −         | 37         |
| 2        | Lewis Hamilton     | Mercedes             | 1:23,162  | +0,203    | 36         |
| 3        | Kimi Räikkönen     | Ferrari              | 1:24,047  | +1,088    | 16         |
| 4        | Sebastian Vettel   | Ferrari              | 1:24,307  | +1,348    | 17         |
| 5        | Sergio Pérez       | Force India-Mercedes | 1:24,650  | +1,691    | 32         |
| 6        | Romain Grosjean    | Haas-Ferrari         | 1:24,763  | +1,804    | 17         |
| 7        | Valtteri Bottas    | Williams-Mercedes    | 1:24,785  | +1,826    | 37         |
| 8        | Max Verstappen     | Red Bull-TAG Heuer   | 1:24,982  | +2,023    | 25         |
| 9        | Esteban Gutiérrez  | Haas-Ferrari         | 1:25,113  | +2,154    | 19         |
| 10       | Daniel Ricciardo   | Red Bull-TAG Heuer   | 1:25,120  | +2,161    | 17         |
| 11       | Jenson Button      | McLaren-Honda        | 1:25,351  | +2,392    | 23         |
| 12       | Alfonso Celis, Jr. | Force India-Mercedes | 1:25,367  | +2,408    | 30         |
| 13       | Fernando Alonso    | McLaren-Honda        | 1:25,507  | +2,548    | 14         |
| 14       | Felipe Massa       | Williams-Mercedes    | 1:25,840  | +2,881    | 18         |
| 15       | Marcus Ericsson    | Sauber-Ferrari       | 1:25,853  | +2,894    | 20         |
| 16       | Carlos Sainz Jr.   | Toro Rosso-Ferrari   | 1:25,973  | +3,014    | 20         |
| 17       | Danyiil Kvjat      | Toro Rosso-Ferrari   | 1:26,074  | +3,115    | 20         |
| 18       | Esteban Ocon       | Manor-Mercedes       | 1:26,391  | +3,432    | 30         |
| 19       | Felipe Nasr        | Sauber-Ferrari       | 1:26,439  | +3,480    | 21         |
| 20       | Pascal Wehrlein    | Manor-Mercedes       | 1:26,762  | +3,803    | 28         |
| 21       | Jolyon Palmer      | Renault              | 1:26,811  | +3,852    | 35         |
| 22       | Kevin Magnussen    | Renault              | 1:26,956  | +3,997    | 32         |

### Második szabadedzés
Az olasz nagydíj második szabadedzését szeptember 2-án, pénteken délután tartották.
| helyezés | versenyző         | csapat/motor         | elért idő | különbség | futott kör |
| -------- | ----------------- | -------------------- | --------- | --------- | ---------- |
| 1        | Lewis Hamilton    | Mercedes             | 1:22,801  | −         | 40         |
| 2        | Nico Rosberg      | Mercedes             | 1:22,994  | +0,193    | 42         |
| 3        | Sebastian Vettel  | Ferrari              | 1:23,254  | +0,453    | 33         |
| 4        | Kimi Räikkönen    | Ferrari              | 1:23,427  | +0,626    | 28         |
| 5        | Max Verstappen    | Red Bull-TAG Heuer   | 1:23,732  | +0,931    | 25         |
| 6        | Daniel Ricciardo  | Red Bull-TAG Heuer   | 1:24,003  | +1,202    | 33         |
| 7        | Fernando Alonso   | McLaren-Honda        | 1:24,259  | +1,458    | 24         |
| 8        | Valtteri Bottas   | Williams-Mercedes    | 1:24,299  | +1,498    | 41         |
| 9        | Romain Grosjean   | Haas-Ferrari         | 1:24,516  | +1,715    | 35         |
| 10       | Jenson Button     | McLaren-Honda        | 1:24,549  | +1,748    | 28         |
| 11       | Felipe Massa      | Williams-Mercedes    | 1:24,556  | +1,755    | 20         |
| 12       | Nico Hülkenberg   | Force India-Mercedes | 1:24,587  | +1,786    | 40         |
| 13       | Sergio Pérez      | Force India-Mercedes | 1:24,653  | +1,852    | 42         |
| 14       | Esteban Gutiérrez | Haas-Ferrari         | 1:24,674  | +1,873    | 33         |
| 15       | Marcus Ericsson   | Sauber-Ferrari       | 1:24,981  | +2,180    | 25         |
| 16       | Pascal Wehrlein   | Manor-Mercedes       | 1:25,083  | +2,282    | 38         |
| 17       | Carlos Sainz Jr.  | Toro Rosso-Ferrari   | 1:25,240  | +2,439    | 31         |
| 18       | Esteban Ocon      | Manor-Mercedes       | 1:25,275  | +2,474    | 13         |
| 19       | Kevin Magnussen   | Renault              | 1:25,555  | +2,754    | 39         |
| 20       | Danyiil Kvjat     | Toro Rosso-Ferrari   | 1:25,614  | +2,813    | 33         |
| 21       | Felipe Nasr       | Sauber-Ferrari       | 1:25,643  | +2,842    | 31         |
| 22       | Jolyon Palmer     | Renault              | 1:25,833  | +3,032    | 45         |

### Harmadik szabadedzés
Az olasz nagydíj harmadik szabadedzését szeptember 3-án, szombaton délelőtt tartották.
| helyezés | versenyző         | csapat/motor         | elért idő | különbség | futott kör |
| -------- | ----------------- | -------------------- | --------- | --------- | ---------- |
| 1        | Lewis Hamilton    | Mercedes             | 1:22,008  | −         | 14         |
| 2        | Nico Rosberg      | Mercedes             | 1:22,401  | +0,393    | 17         |
| 3        | Sebastian Vettel  | Ferrari              | 1:22,946  | +0,938    | 13         |
| 4        | Kimi Räikkönen    | Ferrari              | 1:23,149  | +1,141    | 12         |
| 5        | Valtteri Bottas   | Williams-Mercedes    | 1:23,500  | +1,492    | 20         |
| 6        | Felipe Massa      | Williams-Mercedes    | 1:23,647  | +1,639    | 19         |
| 7        | Daniel Ricciardo  | Red Bull-TAG Heuer   | 1:23,709  | +1,701    | 23         |
| 8        | Max Verstappen    | Red Bull-TAG Heuer   | 1:23,740  | +1,732    | 21         |
| 9        | Sergio Pérez      | Force India-Mercedes | 1:23,917  | +1,909    | 20         |
| 10       | Esteban Gutiérrez | Haas-Ferrari         | 1:24,034  | +2,026    | 15         |
| 11       | Nico Hülkenberg   | Force India-Mercedes | 1:24,041  | +2,033    | 21         |
| 12       | Jenson Button     | McLaren-Honda        | 1:24,104  | +2,096    | 11         |
| 13       | Carlos Sainz Jr.  | Toro Rosso-Ferrari   | 1:24,240  | +2,232    | 17         |
| 14       | Romain Grosjean   | Haas-Ferrari         | 1:24,463  | +2,455    | 4          |
| 15       | Jolyon Palmer     | Renault              | 1:24,533  | +2,525    | 13         |
| 16       | Marcus Ericsson   | Sauber-Ferrari       | 1:24,542  | +2,534    | 20         |
| 17       | Fernando Alonso   | McLaren-Honda        | 1:24,658  | +2,650    | 12         |
| 18       | Felipe Nasr       | Sauber-Ferrari       | 1:24,715  | +2,707    | 19         |
| 19       | Kevin Magnussen   | Renault              | 1:24,793  | +2,785    | 12         |
| 20       | Danyiil Kvjat     | Toro Rosso-Ferrari   | 1:24,845  | +2,837    | 17         |
| 21       | Pascal Wehrlein   | Manor-Mercedes       | 1:24,893  | +2,885    | 19         |
| 22       | Esteban Ocon      | Manor-Mercedes       | 1:24,938  | +2,930    | 15         |

## Időmérő edzés
Az olasz nagydíj időmérő edzését szeptember 3-án, szombaton futották.
| helyezés              | rajtszám | versenyző         | csapat/motor         | 1. rész    | 2. rész  | 3. rész  | rajthely | futott kör |
| --------------------- | -------- | ----------------- | -------------------- | ---------- | -------- | -------- | -------- | ---------- |
| 1                     | 44       | Lewis Hamilton    | Mercedes             | 1:21,854   | 1:21,498 | 1:21,135 | 1        | 16         |
| 2                     | 6        | Nico Rosberg      | Mercedes             | 1:22,497   | 1:21,809 | 1:21,613 | 2        | 15         |
| 3                     | 5        | Sebastian Vettel  | Ferrari              | 1:23,077   | 1:22,275 | 1:21,972 | 3        | 13         |
| 4                     | 7        | Kimi Räikkönen    | Ferrari              | 1:23,217   | 1:22,568 | 1:22,065 | 4        | 15         |
| 5                     | 77       | Valtteri Bottas   | Williams-Mercedes    | 1:23,264   | 1:22,499 | 1:22,388 | 5        | 12         |
| 6                     | 3        | Daniel Ricciardo  | Red Bull-TAG Heuer   | 1:23,158   | 1:22,638 | 1:22,389 | 6        | 17         |
| 7                     | 33       | Max Verstappen    | Red Bull-TAG Heuer   | 1:23,229   | 1:22,857 | 1:22,411 | 7        | 15         |
| 8                     | 11       | Sergio Pérez      | Force India-Mercedes | 1:23,439   | 1:22,922 | 1:22,814 | 8        | 15         |
| 9                     | 27       | Nico Hülkenberg   | Force India-Mercedes | 1:23,259   | 1:22,951 | 1:22,836 | 9        | 18         |
| 10                    | 21       | Esteban Gutiérrez | Haas-Ferrari         | 1:23,386   | 1:22,856 | 1:23,184 | 10       | 21         |
| 11                    | 19       | Felipe Massa      | Williams-Mercedes    | 1:23,489   | 1:22,967 |          | 11       | 10         |
| 12                    | 8        | Romain Grosjean   | Haas-Ferrari         | 1:23,421   | 1:23,092 |          | 17[1]    | 14         |
| 13                    | 14       | Fernando Alonso   | McLaren-Honda        | 1:23,783   | 1:23,273 |          | 12       | 13         |
| 14                    | 94       | Pascal Wehrlein   | Manor-Mercedes       | 1:23,760   | 1:23,315 |          | 13       | 14         |
| 15                    | 22       | Jenson Button     | McLaren-Honda        | 1:23,666   | 1:23,399 |          | 14       | 13         |
| 16                    | 55       | Carlos Sainz Jr.  | Toro Rosso-Ferrari   | 1:23,661   | 1:23,496 |          | 15       | 12         |
| 17                    | 26       | Danyiil Kvjat     | Toro Rosso-Ferrari   | 1:23,825   |          |          | 16       | 9          |
| 18                    | 12       | Felipe Nasr       | Sauber-Ferrari       | 1:23,956   |          |          | 18       | 8          |
| 19                    | 9        | Marcus Ericsson   | Sauber-Ferrari       | 1:24,087   |          |          | 19       | 7          |
| 20                    | 30       | Jolyon Palmer     | Renault              | 1:24,230   |          |          | 20       | 9          |
| 21                    | 20       | Kevin Magnussen   | Renault              | 1:24,436   |          |          | 21       | 9          |
| 107%-os idő: 1:27,583 |          |                   |                      |            |          |          |          |            |
| NK                    | 31       | Esteban Ocon      | Manor-Mercedes       | idő nélkül |          |          | 22[2]    | 2          |

Megjegyzés:
- ↑ 1:  — Romain Grosjean autójában sebességváltót kellett cserélni az időmérő edzés előtt, ezért 5 rajthelyes büntetést kapott.[2]
- ↑ 2:  — Esteban Ocon elektromos hiba miatt nem tudott mért kört futni, de megkapta a rajtengedélyt a vasárnapi futamra.[3]

## Futam
Az olasz nagydíj futama szeptember 4-én, vasárnap rajtolt.
| helyezés | rajtszám | versenyző         | csapat/motor         | futott kör | idő/kiesés oka   | rajthely | pont |
| -------- | -------- | ----------------- | -------------------- | ---------- | ---------------- | -------- | ---- |
| 1        | 6        | Nico Rosberg      | Mercedes             | 53         | 1:17:28,089      | 2        | 25   |
| 2        | 44       | Lewis Hamilton    | Mercedes             | 53         | +15,070          | 1        | 18   |
| 3        | 5        | Sebastian Vettel  | Ferrari              | 53         | +20,990          | 3        | 15   |
| 4        | 7        | Kimi Räikkönen    | Ferrari              | 53         | +27,561          | 4        | 12   |
| 5        | 3        | Daniel Ricciardo  | Red Bull-TAG Heuer   | 53         | +45,295          | 6        | 10   |
| 6        | 77       | Valtteri Bottas   | Williams-Mercedes    | 53         | +51,015          | 5        | 8    |
| 7        | 33       | Max Verstappen    | Red Bull-TAG Heuer   | 53         | +54,236          | 7        | 6    |
| 8        | 11       | Sergio Pérez      | Force India-Mercedes | 53         | +1:04,954        | 8        | 4    |
| 9        | 19       | Felipe Massa      | Williams-Mercedes    | 53         | +1:05,617        | 11       | 2    |
| 10       | 27       | Nico Hülkenberg   | Force India-Mercedes | 53         | +1:18,656        | 9        | 1    |
| 11       | 8        | Romain Grosjean   | Haas-Ferrari         | 52         | +1 kör           | 17       |      |
| 12       | 22       | Jenson Button     | McLaren-Honda        | 52         | +1 kör           | 14       |      |
| 13       | 21       | Esteban Gutiérrez | Haas-Ferrari         | 52         | +1 kör           | 10       |      |
| 14       | 14       | Fernando Alonso   | McLaren-Honda        | 52         | +1 kör           | 12       |      |
| 15       | 55       | Carlos Sainz Jr.  | Toro Rosso-Ferrari   | 52         | +1 kör           | 15       |      |
| 16       | 9        | Marcus Ericsson   | Sauber-Ferrari       | 52         | +1 kör           | 19       |      |
| 17       | 20       | Kevin Magnussen   | Renault              | 52         | +1 kör           | 21       |      |
| 18       | 31       | Esteban Ocon      | Manor-Mercedes       | 51         | +2 kör           | 22       |      |
| ki       | 26       | Danyiil Kvjat     | Toro Rosso-Ferrari   | 36         | akkumulátor      | 16       |      |
| ki       | 94       | Pascal Wehrlein   | Manor-Mercedes       | 26         | olajszivárgás    | 13       |      |
| ki       | 30       | Jolyon Palmer     | Renault              | 7          | baleseti sérülés | 20       |      |
| ki       | 12       | Felipe Nasr       | Sauber-Ferrari       | 6          | baleseti sérülés | 18       |      |

## A világbajnokság állása a verseny után
| H   | Versenyzők       | Pont | H   | Konstruktőrök        | Pont |
| --- | ---------------- | ---- | --- | -------------------- | ---- |
| 1.  | Lewis Hamilton   | 250  | 1.  | Mercedes             | 498  |
| 2.  | Nico Rosberg     | 248  | 2.  | Red Bull-TAG Heuer   | 290  |
| 3.  | Daniel Ricciardo | 161  | 3.  | Ferrari              | 279  |
| 4.  | Sebastian Vettel | 143  | 4.  | Williams-Mercedes    | 111  |
| 5.  | Kimi Räikkönen   | 136  | 5.  | Force India-Mercedes | 108  |
| 6.  | Max Verstappen   | 121  | 6.  | McLaren-Honda        | 48   |
| 7.  | Valtteri Bottas  | 70   | 7.  | Toro Rosso-Ferrari   | 45   |
| 8.  | Sergio Pérez     | 62   | 8.  | Haas-Ferrari         | 28   |
| 9.  | Nico Hülkenberg  | 46   | 9.  | Renault              | 6    |
| 10. | Felipe Massa     | 41   | 10. | Manor-Mercedes       | 1    |

(A teljes táblázat)

## Statisztikák
- Vezető helyen:
  - Nico Rosberg: 52 kör (1-24) és (26-53)
  - Lewis Hamilton: 1 kör (25)
- Lewis Hamilton 56. pole-pozíciója.
- Nico Rosberg 21. futamgyőzelme.
- Fernando Alonso 22. futamon elért leggyorsabb köre.
- A Mercedes 58. győzelme.
- Nico Rosberg 50., Lewis Hamilton 98., Sebastian Vettel 85. dobogós helyezése.
- Danyiil Kvjat 50. futama.